# Great Gransden
Great Gransden est une paroisse civile et un village du Cambridgeshire, en Angleterre.